# コマーシャルソング
コマーシャルソング（英語：music in advertising、advertising jingle）は、広告・宣伝のための楽曲のことで、コマソン、CMソングとも呼ばれる。小節の短いものは、サウンドロゴとして分類されることもある。
主に、テレビ・ラジオの民間放送におけるコマーシャル（CM）で使用されるものを指すという定義もある。
ソング（歌）とあるが、歌詞のないインストゥルメンタルも含み、特にその場合は、「CM曲」「CM音楽」と呼ばれることもある。また、TVCMやWebCMなどの動画広告はかつて「フイルム」で録画製作されていたため、「コマーシャルフィルム (Commercial Film)」ともいう。その場合は、「CFソング」「CF曲」と呼ぶこともある。

## 概要
現在のコマーシャルソング（以下、CMソングと表記）は、次の2つに大分される。
CMソングを新たに作成するだけでなく、既存楽曲のメロディを用いることもある（CMを既存楽曲のイメージで作成する場合や、歌詞のワンフレーズを駄洒落的に用いる場合など）。
1. 歌詞に企業名・商品名・商品の特徴などを織り込んだ楽曲
- 楽曲そのものが宣伝媒体の一つといえるため、NHK（民間企業の宣伝行為を行わない公共放送）で流れることはほとんどない（公共広告でのケースを除く）。また、NHK以外であっても、音楽番組等で取り上げられることは少ない。
- オムニバス盤以外でレコード・CD化されることは少なく、されたとしても商品名が出てくる歌詞は別なフレーズに置き換えられることが多い。

2. 歌詞に商品名が無く、商品やCM映像を想起させるイメージを持つ楽曲 （イメージソング）
- NHK（NHK紅白歌合戦など）を含めた各種音楽番組でも歌われる（ただしCMについて詳しく触れられることは皆無）。
- 音楽業界はCMでの宣伝効果に注目し、1980年代以降、タイアップ曲（楽曲提供側のレコード会社とCM企業側とがタイアップして作る）が増えたが、商品のイメージと曲とが乖離している場合もある。また、CM用に作った15 - 30秒程度の曲が、放映後の反響を受けて一つの作品となり、後から発売に至る場合もある。

インストゥルメンタルのCM音楽は、クリエイター側の視点として、「サウンドデザイン系」と「BGM系」に区分する考え方もある。

## 欧米
現存する世界最古のコマーシャルソングとして知られているのがヴェズヴィアナ鋼索線のPRとして1880年に制作された「フニクリ・フニクラ」。
アメリカ合衆国の新聞社のワシントン・ポストは自社の作文コンテストの表彰式のために『ワシントン・ポスト』の作曲を依頼しており、その後も世界中で演奏されている。
1940年にアメリカ合衆国でペプシコーラのラジオCMソングとして流れた『ジョン・ピール』の替え歌（通称『Pepsi Cola Hits the Spot』）が大流行した。ジュークボックス用のレコード1500枚が製造されると、この曲のジュークボックスへのリクエストが相次ぎ、レコードの注文も殺到、最終的に10万枚売れた。「大満足」を意味する英語のイディオム「hit the spot」は、このCMによって広く知られるようになった。
1947年頃からアメリカ合衆国では、スポンサーにCMソングを売り込む音楽エージェンシーが数多く誕生した。
1980年代以降には音楽産業と他の産業（放送業や広告業など）との連携によるヒット曲作りがシナジーとして注目されるようなった。
アメリカ合衆国におけるCMソングは、1966年の『No Matter What Shape (Your Stomach's In、邦題：ビートでO.K.)』（The T-Bones；胃腸薬）、1971年の『I'd Like to Teach the World to Sing (In Perfect Harmony、邦題：愛するハーモニー)』（The New Seekers；コカ・コーラ）のようなヒット例は稀で、基本的にはジングルやBGMのような扱いにすぎないという。
その他、元々CM用に書かれた曲が一般のポピュラー・ソングとしてヒットし世界の国でチャート入りした例としては1967年の『Music To Watch Girls By（邦題：恋はリズムに乗せて）』（The Bob Crewe Generation/Andy Williams；ダイエットペプシ）と『The Disadvantages』（The Brass Ring；ベンソン&ヘッジス）、1970年の『We've Only Just Begun（邦題：愛のプレリュード）』（Carpenters；クロッカー・ナショナル銀行）、1975年の『Times of Your Life（邦題：想い出よいつまでも）』（Paul Anka；コダック）、1977年の『Jeans On』（David Dundas；ブルータス・ジーンズ）、1991年の『Driven By You』（Brian May；フォード）、1994年の『Inside』（Stiltskin；リーバイス）、2007年の『Forever』（Chris Brown；リグレー）、2012年の『Anywhere in the World』（Mark Ronson×Katy B；コカ・コーラ）、2015年の『Renegades』（X Ambassadors；ジープ/フィアット・クライスラー）などがある。

## 日本

### 歴史

#### 民間ラジオ放送開始まで
広義でのCMソングとしては、1769年の歯磨き粉『漱石膏』のために平賀源内が作詞作曲した宣伝曲や、明治時代の『オイチニの薬屋さん』、1901年頃の岩谷松平（「東雲節」の替え歌で「天狗煙草当世流行節」）と村井吉兵衛（「さのさ節」の替え歌）によるたばこ販売CMソング合戦、1929年（1927年説も）の狐ヶ崎遊園地（後の狐ヶ崎ヤングランド）のためのPRソング『ちゃっきり節』、1933年の明治チョコレートの宣伝曲『あの日のチョコレート』（歌：刈谷絹子）とブラジルコーヒーの宣伝曲『夢のブラジル』（歌：橋本秀次）、1934年の明治キャラメルの宣伝曲『僕は天下の人気者』（歌：古川緑波）、1950年8月発売の歌詞にハリスチューインガムが登場する『チューインガムは恋の味』（歌：暁テル子）などがあった。
1928年（昭和3年）から1930年（昭和5年）頃に、絹織物（米沢織）の宣伝曲『プレザン行進曲』（作詞：永井白眉、作曲：中山晋平、歌：佐藤千夜子；入江虎三商店「プレザン錦紗」）を入江虎三商店を製造元としてビクターレコードの製作により非売品レコードとして発表。機屋・問屋・小売店などに配布した。レコードが製作されてからプレザン錦紗の売上は4倍になったという。

#### 1951 - 1958年
1951年（昭和26年）9月1日、中部日本放送（現CBCラジオ）と新日本放送（現MBSラジオ）による民間ラジオ放送が開始。
9月7日を「CMソングの日」としている例があるが、これは日本初の（放送における）CMソングの定説とされる『僕はアマチュアカメラマン』（作詞・作曲：三木鶏郎、歌：灰田勝彦；小西六写真工業）が初オンエアされた日（1951年）ということに基づいている。『僕はアマチュアカメラマン』の歌詞には企業名や商品名はなく、後のイメージソングに近いものであった。
しかし、9月3日に『ペンギンの歌』（作詞：重園よし雄、作曲：平岡照章；塩野義製薬）が流れており、また、9月1日のラジオコマーシャル第1号となる精工舎のCMでも、時報メロディが電波に乗ったという資料があり、これこそが厳密には日本初のCMソングであるという指摘もある。なお、この『ペンギンの歌』は当初、童謡扱いでNHKでも流れていた。
1953年（昭和28年）8月28日、日本テレビによる民間テレビ放送が開始。当時は「シンギング・コマーシャル」という呼び方もされていた。日本初のテレビ放送におけるCMソングは『やっぱり森永ね』（作詞・作曲：三木鶏郎、歌：中村メイコ、古賀さと子、灰田勝彦、宮城まり子、三木鶏郎；森永製菓）とされている。
1950年代半ばにはCMソングの強い宣伝効果が認識され、『ミツワ石鹸テーマソング』に代表される企業名・商品名を連呼するタイプが続出した。
1957年（昭和32年）8月28日、『有楽町で逢いましょう』（作詞：佐伯孝夫、作曲：吉田正、歌：フランク永井；有楽町そごう）が発売。同フレーズが当時の流行語となった。
三木鶏郎の他にCMソングの作曲家には、いずみたく、作詞家には野坂昭如が活動し始めていた。歌手では楠トシエも多くのCMソングを歌った。
『週刊サンケイ』1957年10月20日号の記事によると、当時日本のテレビ・ラジオでCMソングを流していた企業は、ざっと82社に及んだ。
創生期の代表的な楽曲
- どなたになにを（古賀さと子；福助足袋）
- エンゼルはいつでも（川田孝子；森永製菓）

#### 1959 - 1966年
1959年（昭和34年）4月の皇太子成婚を機に、テレビが急速に普及。高度経済成長と今までに無い新商品の発売に関連し、CMソングも多様化し始めた。その一つとして、「インフォマティブ・ソング」（作曲者の嵐野英彦が命名した商品説明型CMソング）が登場した。
1960年（昭和35年）6月29日、ビートルズが来日し、公演を行う。既に、ロカビリーなどの洋楽が日本に入り、リズムはCMソングにも導入され始めていたが、まだ音階は、全音階的長音階が中心のままだった。
同年9月10日、テレビのカラー本放送開始。
同年、電通がCMソングをまとめた書籍『コマーシャル・ソング』を発行する。
この頃、CMソングばかりを流す番組『歌うコマーシャル』が、ラジオ東京（現・TBSラジオ）で放送されていた。
1962年（昭和37年）、第2回ACC全日本CMフェスティバルから、CMソングを対象とする「シンギング部門」がラジオ部門の中に創設される。
1963年（昭和38年）、5秒CMが解禁。CMソング受難の時期となる一方で、サウンドロゴが発展したという見解もある。
1963年（昭和38年）、『ヤング・セブン（若い虹）』（作詞：前田武彦、作曲：三保敬太郎、歌：ジェリー藤尾；東芝「ヤング・セブン」）が発売。この歌は広告キャンペーンの雰囲気づくりに大いに役立ったと言われ、レコードは約10万枚を売り上げた。
1964年（昭和39年）、アンネの『With you』（ウィズ・ユー）（作詞・作曲：三木鶏郎、歌：ヴォーチェ・アンジェリカ）がオンエアー。英語詞によるもの。
1966年までの代表的な楽曲
- 明るいナショナル（三木鶏郎合唱団；松下電器産業）
- 光る東芝の歌（ダークダックス；東芝）
- かっぱの唄（楠トシエ；黄桜酒造）
- キンカンの唄（雪村いずみ、ダークダックス；金冠堂「キンカン」）
- 長生きチョンパ（楠トシエとフォー・コインズ ; 船橋ヘルスセンター）
- ライオネスコーヒーキャンディー（篠崎製菓）
- セクシー・ピンクの歌（伊勢半）
- チクレ・モリナガ（トリオ・ロス・パンチョス；森永製菓）

#### 1967 - 1974年
この頃は、戦後の流行歌のようなヨナ抜き長音階・自然短音階が、ようやくCMソングに用いられた時期でもあった。これは、創生期のラジオ歌謡をベースとしたホームソング調・童謡調にはなかったものだった（初期のテレビCMに関しては多様で、オペラ風、シャンソン風、音頭風などもあったという）。CMソングとレコード流行歌の音楽的落差がなくなり、レコード流行歌の歌手がCMソングを歌うことも普通になっていく。
1967年（昭和42年）4月、レナウンの『イエイエ』（作詞・作曲：小林亜星、歌：朱里エイコ）がオンエアー。斬新なもので、広告界では「イエイエ以後」という言葉が生まれた。この『イエイエ』はレコードとして発売され、1万5000枚を売り上げた。
同年、『世界は二人のために』（作詞：山上路夫、作曲：いずみたく、歌：佐良直美）が発売される。元々は明治製菓「アルファチョコレート」のCMソングだったものである。 初期のCMソングの歌詞は、訴える対象が不明確な三人称がほとんどだったが、この曲以降、一人称・二人称が増えたという。同年には、『小さな思い出』（作詞・作曲・歌：浜口庫之助；サントリービール）も発売。
1968年（昭和43年）1月4日付から、オリコンチャート（レコード等の売上ランキング）が正式スタート。
1970年（昭和45年）には、公害問題などを踏まえた商品宣伝を一切しないCMも登場した。
1970年（昭和45年）、『マンダム〜男の世界〜』（歌：ジェリー・ウォレス；マンダム）が発売される。前述の『世界は二人のために』はCM用の音楽をレコード流行歌に転用したものだったが、こちらはCMソングとして人気が出てからレコード化されるという経緯を辿った。
1971年（昭和46年）頃、レコード発売されたCMソングは36曲に達している。
1972年（昭和47年）、フォーク界から吉田拓郎が『Have A Nice Day』（富士フイルム）を（前年に中外製薬「新グロンサン」でも歌唱）、翌1973年（昭和48年）には、ロック界から大瀧詠一（元・はっぴいえんど）が『Cider '73』（三ツ矢サイダー）を手がけ、若者を中心に人気を博した。
1972年（昭和47年）10月、三菱銀行が総合口座「ミニバンク」の宣伝曲『しあわせのミニバンク』（歌：小鳩くるみ）を行内ロビーで流した。当時は全国銀行協会の自主規制により個々の銀行の広告を電波メディアに流すことができなかった。同時期に、第一勧業銀行も同行のモットーを曲名とした宣伝曲及び行内愛唱歌として『心のふれあい』（歌：由紀さおり）を制作している。
1973年（昭和48年）、第13回ACC全日本CMフェスティバルから、「シンギング部門」がテレビ・ラジオ部門から独立して扱われる。
1974年（昭和49年）、サミー・デイヴィスJr.本人出演によるスキャットのCM（サントリーホワイト）が、カンヌ国際広告祭グランプリを受賞（日本の作品としては初受賞）
代表的な楽曲
- マンダム〜男の世界〜（ジェリー・ウォレス；マンダム）
- ケンとメリー〜愛と風のように〜（BUZZ；日産自動車「スカイライン」）
- 家をつくるなら（加藤和彦；ナショナル住宅建材）
- ガンバラナクッチャ（サスケ；中外製薬「新グロモント」）　　※ 2004年からはライオンの商品
- ふりむかないで（ハニー・ナイツ；ライオン「エメロン」）
- 日立の樹（ヒデ夕樹；日立グループ）
- やさしさに包まれたなら（荒井由実；不二家「ソフトエクレア」）

#### 1975 - 1979年
シンガーソングライターによるニューミュージックが人気に。第一次バンドブームも発生。それらを「イメージソング」として用いた資生堂とカネボウによる化粧品キャンペーンソング合戦が勃発。キャンペーンソングが商品の売り上げを左右した。その背景には「ザ・ベストテン」（1978年1月19日 - 1989年9月28日）に代表されるランキング形式の音楽番組の存在もあった。両社の営業マンはハラハラしながらそれら歌番組をのぞき込んだといわれる。当時資生堂の売り上げはカネボウの倍近くあり、カネボウサイドからいえば、資生堂と対等に勝負する印象を世間に与える効果が大きかったといわれる。
「企業ソング」（原文ママ）が、大きく注目を集めたのは1978年（昭和53年）。この年、矢沢永吉の「時間よ止まれ」、堀内孝雄の「君のひとみは10000ボルト」、サーカスの「Mr.サマータイム」、山口百恵の「いい日旅立ち」など、企業ソングが、ヒットチャートのベストテンの半分を占める異様な状態になり、企業とのタイアップレコードが大きく注目を集めた。大流行の背景には、企業側からすれば、CMソングのヒットを商品イメージの定着化に役立てることができ、レコード会社側からいえば、宣伝の手間が省ける上に、洒落た商品イメージに乗っかって勝負することができるといった持ちつ持たれつの関係性があった。双方の利害が一致しているという見方もできるが、逆にいえば、レコード業界の主体性が希薄になったともいえる。
なお、1978年（昭和53年）から、テレビCMのステレオ放送が開始された。
代表的な楽曲
- ソクラテスの唄（野坂昭如；「サントリーゴールド900」）
- 愛のメモリー（松崎しげる；江崎グリコ「アーモンドチョコレート」）
- UFO（ピンク・レディー；日清食品「UFO」）[注 7]
- 時間よ止まれ（矢沢永吉；資生堂）[23]
- 君のひとみは10000ボルト（堀内孝雄；資生堂）
- Mr.サマータイム（サーカス；カネボウ）[23]
- 夢想花（円広志；日本航空）
- 季節の中で（松山千春；江崎グリコ「アーモンドチョコレート」）
- HERO（ヒーローになる時、それは今）（甲斐バンド；セイコー）
- 燃えろいい女（ツイスト；資生堂）[23]
- いい日旅立ち（山口百恵；日本国有鉄道「いい日旅立ち」）
- 魅せられて（ジュディ・オング；ワコール）　　※ 日本レコード大賞受賞
- 異邦人（久保田早紀；三洋電機「シルクロード」）
- 微笑の法則（柳ジョージ&レイニーウッド；資生堂）

#### 1980年代
クラシック音楽、民族音楽、現代音楽、ミニマル・ミュージック、ラップなど、CMに使われる音楽のジャンルの多様化が一層進んだという指摘がある。
1984年11月から、雑誌「オリコン・ウィークリー」のシングルHOT100に、タイアップ情報が付記される。
1985年 - 1986年頃から、力関係が逆転し、楽曲提供側からの売り込みの傾向が出てきたという指摘がある。
代表的な楽曲
- 君に、胸キュン。（イエロー・マジック・オーケストラ；カネボウ）
- ワインレッドの心（安全地帯；サントリー赤玉パンチ）
- ふたりの愛ランド（石川優子とチャゲ；日本航空・JAL沖縄キャンペーン）
- SWEET MEMORIES（松田聖子；サントリービール）
- Rock'n Rouge（松田聖子；カネボウ）[23]
- そして僕は途方に暮れる（大沢誉志幸；日清食品「カップヌードル」）
- 熱き心に（小林旭；味の素ゼネラルフーヅ）
- しあわせって何だっけ（明石家さんま；キッコーマン）
- I feel Coke（佐藤竹善；日本コカ・コーラ「コカ・コーラ」）
- あなたを・もっと・知りたくて（薬師丸ひろ子；NTT）
- クリスマス・イブ（山下達郎；JR東海「クリスマス・エクスプレス」／ケンタッキーフライドチキン／SUZUKI「シボレーMW」）※元々は1983年のアルバム「MELODIES」収録曲
- 勇気のしるし（牛若丸三郎太；三共「リゲイン」）

#### 1990年代
第二次バンドブームを経て、カラオケボックスの普及、従来型の生放送音楽番組の縮小化などにより、日本の音楽シーンは変化していた。
この頃、イメージソングは「タイアップソング」と呼ばれるようになり、長戸大幸・吉江一男らが仕掛けたビーイングブームがその中核だったといわれている。1992-1995年にかけて大塚製薬「ポカリスエット」では、ビーイング所属歌手を連続起用した。
また、三貴グループ（「銀座じゅわいよ・くちゅーるマキ」「ブティックJOY」など）は、自作自演アーティストの楽曲を起用したスポットCMを、深夜帯を中心に大量出稿（特にテレビ東京系列局）した。
その後、不況による制作費縮小などによりCM作りの傾向が変化し、例えば「引越のサカイ」「湖池屋 ドンタコス」「サントリー C.C.レモン」など、初期のような連呼型CMソングが復興した。楽曲提供側との力関係が再逆転し、大物アーティストの起用が難しくなったという点もあった。遅くとも1995年には、イメージソングの衰退・限界が指摘されていた。
1999年には、『energy flow』（坂本龍一；第一三共ヘルスケア「リゲインEB錠」）が、インストゥルメンタルのシングルとして初めて、週間オリコンチャート1位になった。
代表的な楽曲
- 浪漫飛行（米米CLUB；日本航空）
- ロマンスの神様（広瀬香美；アルペン）
- カーキン音頭〜フリーター一代男〜（河内家菊水丸；リクルート「フロムA to Z」）
- カローラIIにのって（小沢健二；トヨタ自動車「カローラII」）
- 鉄骨娘（鷲尾いさ子と鉄骨娘；サントリー「鉄骨飲料」）
- ジン ジン ジングルベル（森高千里；サントリー「アイスジン」）
- パッ!とさいでりあ（小林亜星；新興産業）
- てりっこ（郷ひろみ；宝酒造「タカラ本みりん」）
- さらりとした梅酒（黒谷友香；チョーヤ梅酒）
- ウイスキーが、お好きでしょ（SAYURI〔石川さゆり〕；サントリークレスト12年）
- それがあなたのいいところ（ダイナミックス；サントリー「ダイナミック」）
- 言葉にできない（小田和正；明治生命）
- innocent world（Mr.Children；日本コカ・コーラ「アクエリアス」）
- Synchronized Love（ジョー・リノイエ；武富士）

#### 2000年代
2000年代初頭には、『愛のうた』（友妻タケシ）、『NOVAうさぎのうた』（松村祐治）、『サントリー燃焼系アミノ式』（本間絹子） といった、電通のCMプランナーによるCMソングが相次いで注目を集めた。
2001年、著作権等管理事業法が施行。JASRAC以外も、音楽著作権管理に参入可能となった。
2003年、『はつ恋』（小島麻由美）が、任天堂USAのCM「who are you?」に起用され、北南米で1年間に渡り放映される。
2006年頃からは、洋楽カバーのCMソングが増えたという指摘がある。要因としては、オリジナルを使用するよりも著作権使用料が多少安かったり、権利関係が複雑でないなどが考えられている。
代表的な楽曲
- ハナコアラの見直しマンボ（ハナコアラ；そんぽ24）
- も〜ど〜にでもして〜（ぴちょんくん；ダイキン工業）
- タケモトピアノの歌（財津一郎&タケモット；タケモトピアノ）
- きのこの唄（きのこオールスターズ；ホクト）
- ガリガリ君のうた（ポカスカジャン；赤城乳業「ガリガリ君」）
- Dear WOMAN（SMAP；資生堂「TSUBAKIシャンプー」）
- たらこ・たらこ・たらこ（キグルミ；キユーピー「キユーピー あえるパスタソース たらこ」）
- お金は大事だよ（アキコ先生とよーく考え隊；アフラック）
- まねきねこダックの歌（たつやくんとマユミーヌ；アフラック）
- 天使のはねセイバンの唄（佐藤弘道；セイバン「天使のはね」）

#### 2010年代
CM総合研究所は2010年のCM動向として、替え歌を用いたテレビCMの使用を指摘した。
代表的な楽曲
- また君に恋してる（坂本冬美；三和酒類「いいちこ」）
- あいさつの魔法。（野々歩；ACジャパン）
- 家族になろうよ（福山雅治；リクルート「ゼクシィ」）
- 消臭力のうた（ミゲル・ゲレイロ；エステー「消臭力」「チカラにかえて」）
- 私以外私じゃないの（ゲスの極み乙女。；日本コカ・コーラ「コカ・コーラ ネームボトル」）
- よー、そこの若いの（竹原ピストル；住友生命「1UP」）
- 海の声（浦島太郎（桐谷健太）；au三太郎シリーズ「auガラホ「海の声」篇」）
- STAY TUNE（Suchmos；Honda「VEZEL」）

### 著作権と業界
JASRACに登録されている（既発売の）楽曲をCMに用いる場合、オンエアー数に応じて、放送使用料が発生する（1998年時点）。
1971年（昭和46年）4月、広告音楽制作に携わる法人有志により、日本広告音楽制作者連盟（JAM）が発足。後に「広告音楽ハンドブック」を作成するなど、著作権問題に取り組んでいる。

### CM用にカバーされた楽曲の例
『ダンダン娘』（西田ひかる；三菱電機「霧ケ峰」）、『亜麻色の髪の乙女』（島谷ひとみ；花王「エッセンシャルダメージケア」）、『明日があるさ〜ジョージアで行きましょう編〜』（ウルフルズ；日本コカ・コーラ「ジョージア」）、『エイトマン』（SMAP；NTT東日本「FLET'S光」）、『待つわ』（市原悦子他；トヨタ自動車「デュエット」）など、懐メロのリメイク・アレンジ起用は多数ある。『スッキリが止まらない』（相田翔子；アサヒ飲料「WONDA ショット&ショット」）や『挽きたての歌』（大泉洋；キリンビバレッジ「FIRE」）、『太麺レボリューション21』（モーニング娘。；日清食品「太麺堂々」）、『ジンジャーリングの歌』（スマイレージ；ミスタードーナツ「ジンジャーリング」）、『拭くレボリューションいい感じ』（保田圭；ソフト99コーポレーション「フクピカ」）などのように、替え歌を伴うものも決して少なくない。
また、『ヨドバシカメラの歌』（ヨドバシカメラ）、『ウイスキーが、お好きでしょ』（サントリー角瓶）、『たらこ・たらこ・たらこ』（キユーピー あえるパスタソース たらこ）のようにアーティストを変えつつ歌い継がれるものがある。
ガーナ民謡『チェッチェッコリ』（ゆみ&ゆか；サッポロ飲料「まる福茶」）は、CM起用によって、楽曲の知名度が上がった。
シリーズ物
- 1988年から10年間続いたノエビア「コスメティック・ルネッサンスシリーズ」
- 1992年からのサントリー烏龍茶「中国語で歌う日本の曲シリーズ」[※ 30]
- 1997年の富士フイルム「写ルンです」（沢口靖子・稲垣吾郎）

### 長寿CMソングの例
2015年時点でもCMにて使用されているもの（放送開始当初からアレンジされているケースも含む）。
- 牛乳石鹸の歌（中原美紗緒；牛乳石鹸共進社）
- シャボン玉石けん（山崎夕起子）
- 伊東に行くならハトヤ（ブラック・キャッツ；ハトヤホテル）
- チョコレートは明治（スリー・グレイセス；明治「明治ミルクチョコレート」）　　※「明治アーモンドチョコ」でも応用。
- マルキン自転車（草葉ひかる；丸金自転車）
- ブタブタコブタ（エースコック）
- カステラ1番電話は2番（文明堂）
- 目覚め - ネスカフェ・ゴールドブレンドのテーマ（ネスレマニュファクチャリング「ネスカフェ・ゴールドブレンド」）
- 積水ハウスの歌（積水ハウス）
- 明治チェルシーの唄（シモンズ；明治「チェルシー」）
- 初めての街で（西田佐知子；菊正宗酒造）
- 日立の樹（ヒデ夕樹；日立グループ）　　※日立 世界・ふしぎ発見!、投稿!特ホウ王国等も参照。
- いいもんだな故郷は（三橋美智也；明治「カール」）
- それにつけてもおやつはカール（千昌夫；明治「カール」）
- かに道楽（デューク・エイセス）
- スジャータ　(スジャータめいらくグループ)
- サッポロ一番カップスター（のこいのこ；サンヨー食品）
- 青雲のうた（森田公一→尾崎紀世彦→錦織健→林家たい平；日本香堂「青雲」）
- 街は青春（両備グループ）
- 富士サファリパーク（串田アキラ）
- 私のお気に入り（JR東海「そうだ 京都、行こう。」）
- フレデリック・ショパン前奏曲作品28第7番イ長調（太田胃散）
- VC-3000のど飴（天童よしみ；ノーベル製菓）
- いすゞのトラック（KAZCO;いすゞ自動車）
- 第一三共胃腸薬 - 小林亜星作曲の「新三共胃腸薬～♪」のメロディーはいまもそのままに、歌詞だけ「第一三共胃腸薬～♪」となった[27]。